# Stillwater (Pennsylvanie)
Pour les articles homonymes, voir Stillwater.
Stillwater est un borough situé au nord-est de la partie centrale du comté de Columbia, en Pennsylvanie, aux États-Unis,. En 2010, il comptait une population de 209 habitants. Il est incorporé en 1899.

## Démographie
Lors du recensement de 2010, le borough comptait une population de 209 habitants. Elle est estimée, en 2019, à 212 habitants.

### Source de la traduction
- (en) Cet article est partiellement ou en totalité issu de l’article de Wikipédia en anglais intitulé « Stillwater, Pennsylvania » (voir la liste des auteurs).